# چارلز بی. میچل
چارلز برتون میچل (به انگلیسی: Charles Burton Mitchel) سناتور سابق عضو حزب دموکرات ایالات متحده آمریکا بود. وی در سال ۱۸۶۱ میلادی سناتور ایالت آرکانزاس در سنای ایالات متحده آمریکا بود.